# فرقة المشاة 244 (فيرماخت)
فرقة المشاة 244th فرقة من الجيش الألماني في الحرب العالمية الثانية.
في عام 1944، كانت الفرقة في جنوب فرنسا، وقاتل ضد الحلفاء الغربيين في عملية دراغون.

## ترتيب المعركة 1944
- فوج غرينادير 932 (أربع كتائب)
- فوج غرينادير 933 (ثلاث كتائب)
- فوج غرينادير 234 (ثلاث كتائب)
- فوج المدفعية 244 (ثلاث كتائب)
- كتيبة Panzerjäger 244
- كتيبة الاستطلاع 244
- كتيبة الرواد 244
- 244 كتيبة الإشارات
- وحدات دعم الشعبة 244 [1]